# Hollandia az 1992. évi téli olimpiai játékokon
Hollandia a franciaországi Albertville-ben megrendezett 1992. évi téli olimpiai játékok egyik részt vevő nemzete volt. Az országot az olimpián 2 sportágban 19 sportoló képviselte, akik összesen 4 érmet szereztek.

## Érmesek
| Érem  | Versenyző      | Sportág        | Versenyszám    |
| ----- | -------------- | -------------- | -------------- |
| Arany | Bart Veldkamp  | Gyorskorcsolya | Férfi 10 000 m |
| Ezüst | Falko Zandstra | Gyorskorcsolya | Férfi 5000 m   |
| Bronz | Leo Visser     | Gyorskorcsolya | Férfi 1500 m   |
| Bronz | Leo Visser     | Gyorskorcsolya | Férfi 5000 m   |

## Gyorskorcsolya
Férfi
| Versenyző        | Versenyszám | Eredmény | Helyezés |
| ---------------- | ----------- | -------- | -------- |
| Thomas Bos       | 10 000 m    | 14:40,13 | 11.      |
| Arie Loef        | 500 m       | 38,61    | 29.      |
| Arie Loef        | 1000 m      | 1:16,18  | 14.      |
| Rintje Ritsma    | 500 m       | 38,51    | 27.*     |
| Rintje Ritsma    | 1000 m      | 1:15,96  | 12.      |
| Rintje Ritsma    | 1500 m      | 1:55,70  | 4.       |
| Gerard van Velde | 500 m       | 37,49    | 5.*      |
| Gerard van Velde | 1000 m      | 1:14,93  | 4.       |
| Bart Veldkamp    | 1500 m      | 1:56,33  | 5.       |
| Bart Veldkamp    | 5000 m      | 7:08,00  | 5.       |
| Bart Veldkamp    | 10 000 m    | 14:12,12 |          |
| Leo Visser       | 1500 m      | 1:54,90  |          |
| Leo Visser       | 5000 m      | 7:04,96  |          |
| Robert Vunderink | 10 000 m    | 14:22,92 | 4.       |
| Falko Zandstra   | 1000 m      | 1:15,57  | 10.      |
| Falko Zandstra   | 1500 m      | 1:56,96  | 7.       |
| Falko Zandstra   | 5000 m      | 7:02,28  |          |

Női
| Versenyző         | Versenyszám | Eredmény       | Helyezés       |
| ----------------- | ----------- | -------------- | -------------- |
| Christine Aaftink | 500 m       | 40,66          | 5.             |
| Christine Aaftink | 1000 m      | 1:22,60        | 4.             |
| Yvonne van Gennip | 1500 m      | nem ért célba~ | nem ért célba~ |
| Yvonne van Gennip | 3000 m      | 4:28,10        | 6.             |
| Herma Meijer      | 500 m       | 41,31          | 11.            |
| Herma Meijer      | 1000 m      | 1:23,50        | 12.            |
| Lia van Schie     | 1500 m      | 2:09,70        | 16.            |
| Lia van Schie     | 3000 m      | 4:30,57        | 9.             |
| Lia van Schie     | 5000 m      | 7:46,94        | 8.             |
| Sandra Voetelink  | 500 m       | nem ért célba~ | nem ért célba~ |
| Sandra Voetelink  | 1000 m      | 1:24,21        | 16.            |
| Sandra Voetelink  | 1500 m      | 2:10,31        | 18.            |
| Carla Zijlstra    | 1500 m      | 2:08,54        | 9.             |
| Carla Zijlstra    | 3000 m      | 4:27,18        | 4.             |
| Carla Zijlstra    | 5000 m      | 7:41,10        | 4.             |

* - egy másik versenyzővel azonos eredményt ért el

~ - a futam során elesett

## Rövidpályás gyorskorcsolya
Férfi
| Versenyző      | Versenyszám | Előfutam | Előfutam | Negyeddöntő | Negyeddöntő | Elődöntő | Elődöntő | B döntő | B döntő | Döntő   | Döntő   | Helyezés |
| Versenyző      | Versenyszám | Idő      | Hely.    | Idő         | Hely.       | Idő      | Hely.    | Idő     | Hely.   | Idő     | Hely.   | Helyezés |
| -------------- | ----------- | -------- | -------- | ----------- | ----------- | -------- | -------- | ------- | ------- | ------- | ------- | -------- |
| Mark Velzeboer | 1000 m      | 1:38,74  | 2.       | 1:33,86     | 3.          | kiesett  | kiesett  | kiesett | kiesett | kiesett | kiesett | 10.      |

Női
| Versenyző                                                                           | Versenyszám  | Előfutam | Előfutam | Negyeddöntő | Negyeddöntő | Elődöntő | Elődöntő | B döntő | B döntő | Döntő   | Döntő   | Helyezés |
| Versenyző                                                                           | Versenyszám  | Idő      | Hely.    | Idő         | Hely.       | Idő      | Hely.    | Idő     | Hely.   | Idő     | Hely.   | Helyezés |
| ----------------------------------------------------------------------------------- | ------------ | -------- | -------- | ----------- | ----------- | -------- | -------- | ------- | ------- | ------- | ------- | -------- |
| Joëlle van Koetsveld-van Ankeren                                                    | 500 m        | 1:00,29  | 2.       | 1:07,23     | 3.          | kiesett  | kiesett  | kiesett | kiesett | kiesett | kiesett | 13.      |
| Monique Velzeboer                                                                   | 500 m        | 48,09    | 1.       | 53,46       | 2.          | 47,52    | 2.       |         |         | 47,28   | 4.      | 4.       |
| Simone Velzeboer                                                                    | 500 m        | 55,43    | 4.       | kiesett     | kiesett     | kiesett  | kiesett  | kiesett | kiesett | kiesett | kiesett | 25.      |
| Monique Velzeboer Simone Velzeboer Joëlle van Koetsveld-van Ankeren Priscilla Ernst | 3000 m váltó |          |          |             |             | 4:47,21  | 3.       | kiesett | kiesett | kiesett | kiesett | 6.       |